# Bride of the Monster
Bride of the Monster (oorspronkellijk bekend als Bride of the Atom) is een Amerikaanse horror/sciencefictionfilm uit 1955, met in de hoofdrol Béla Lugosi. De film werd geproduceerd, geregisseerd en deels geschreven door Edward D. Wood Jr..

## Verhaal
Lugosi speelt in de film Dr. Eric Vornoff, een gestoorde professor die onderzoek doet naar atoomenergie in een primitief laboratorium in zijn landhuis. Zijn doel is om een leger van gemuteerde supermensen te maken om hem te dienen. Journalist Janet Lawton onderzoekt het werk van de dokter, evenals de lokale politie. Ondertussen is een Oost-Duitse monsterjager genaamd Professor Strowksi op zoek naar Dr. Vornoff om hem over te halen terug te gaan naar zijn thuisland.

## Rolverdeling
| Acteur              | Personage               | Opmerkingen                               |
| ------------------- | ----------------------- | ----------------------------------------- |
| Béla Lugosi         | Dr. Eric Vornoff        | Laatste film waarin Lugosi tekst uitsprak |
| Tor Johnson         | Lobo                    |                                           |
| Tony McCoy          | Lt. Dick Craig          |                                           |
| Loretta King Hadler | Janet Lawton            |                                           |
| Harvey B. Dunn      | Capt. Tom Robbins       |                                           |
| George Becwar       | Prof. Vladimir Strowski |                                           |
| Paul Marco          | Officer Kelton          |                                           |
| Don Nagel           | Det. Marty Martin       |                                           |
| Bud Osborne         | Mac                     |                                           |
| John Warren         | Jake                    |                                           |

## Achtergrond
Volgens sommige bronnen zou Wood de mechanische octopus (oorspronkelijk gebruikt voor de John Wayne-film Wake of the Red Witch) hebben gestolen uit een opslagruimte in Republic Studios, terwijl andere bronnen dit juist tegenspreken met het bericht dat Wood de octopus eerlijk had geleend.
De film kreeg later een vervolg getiteld Night of the Ghouls. Hoewel deze reeds in 1959 werd gemaakt, werd hij pas jaren later uitgegeven. Night of the Ghouls kreeg op zijn beurt weer een vervolg getiteld Plan 9 from Outer Space. Tezamen staan de drie films bekend als "The Kelton Trilogy". De enige connectie tussen de drie films is dat in alle drie Paul Marco de rol speelt van "Officer Kelton", een laffe politieagent.
De film werd bespot in de cultserie Mystery Science Theater 3000. Tegenwoordig bevindt de film zich in het publiek domein.